# Bertil Solander
Karl Bertil Solander, född 11 juni 1929 i Gävle, död 3 januari 2015 i Sandviken, var en svensk reklamtecknare, tecknare och målare.
Solander studerade vid ABF:s målarskola i Gävle. Tillsammans med S Malcolm Eklund ställde han ut i Sandviken 1953 och separat ställde han bland annat ut på  Galleri Svarta katten i Gävle. Han medverkade i samlingsutställningar arrangerade av Gävleborgs konstförening. Hans konst består huvudsakligen av tuschteckningar.